# Cestoplectus intuens
Cestoplectus intuens är en tvåvingeart som beskrevs av Lamb 1918. Cestoplectus intuens ingår i släktet Cestoplectus och familjen fritflugor. Inga underarter finns listade i Catalogue of Life.